# Mujeres desnudas jugando a las damas
Mujeres desnudas jugando a las damas (Femmes nues jouant aux dames) es un cuadro creado por el pintor suizo Félix Vallotton en 1897 con la técnica del óleo sobre cartón.
La obra se conserva en el Museo de Arte e Historia de Ginebra, Suiza. 

## Descripción
El cuadro representa a dos mujeres completamente desnudas, una rubia y una morena, mientras se relajan jugando una partida de damas. La chica rubia está acuclillada y mueve una pieza, mientras la otra está sentada en el suelo verde oscuro con las piernas abiertas y el tablero entre ellas y observa el movimiento de su oponente. Contra la pared verde del fondo hay un mueble con cajones, una silla y una puerta.
Este cuadro forma parte de una serie de obras del artista que representan desnudos femeninos en ambientes domésticos,  como el cuadro Mujeres desnudas con gatos, del mismo año, y La estufa, que data de 1900.  El juego de damas es una excusa para retratar con realismo dos desnudos femeninos que destacan frente al mobiliario de la sala.  La desnudez de las dos mujeres puede sugerir insinuaciones sáficas y, según algunas fuentes, podría situar la obra en un burdel (maison close),  pero también es cierto que cualquier deseo o emoción se detiene ante estas jugadoras en un momento de ocio. 